# Aeroport Internacional La Aurora
L'Aeroport internacional La Aurora (codi IATA: GUA, codi OACI: MGGT) dona servei a la Ciutat de Guatemala, la capital de l'estat. Es troba a 6,4 km al sud del centre de la capital i a 25 km d'Antigua Guatemala. Està administrat per la Direcció General d'Aeronàutica Civil i és l'aeroport principal de Guatemala.